# دیوان سومنات
دیوان سومنات عنوان مجموعه داستانی است نوشته ابوتراب خسروی نویسنده معاصر ایرانی. این کتاب در سال ۱۳۷۷ خورشیدی منتشر شد و با استقبال فراوانی مواجه شد. برخی داستان‌های این مجموعه نظیر مرثیه ای برای ژاله و قاتلش در فضای سیاسی دهه سی و چهل خورشیدی می‌گذرد.
داستان کوتاه حضور از این مجموعه دستمایه ساخت فیلم کوتاهی به همین نام به کارگردانی آبتین سلیمی طاری شد که در سی و چهارمین جشنواره بین‌المللی فیلم کوتاه تهران در بخش کتاب و سینما جایزه خود را از خانه کتاب دریافت کرد.
خسروی پس از نگارش هاویه مدتها بود اثری از خود منتشر نکرده بود.